# Prix d'Amérique

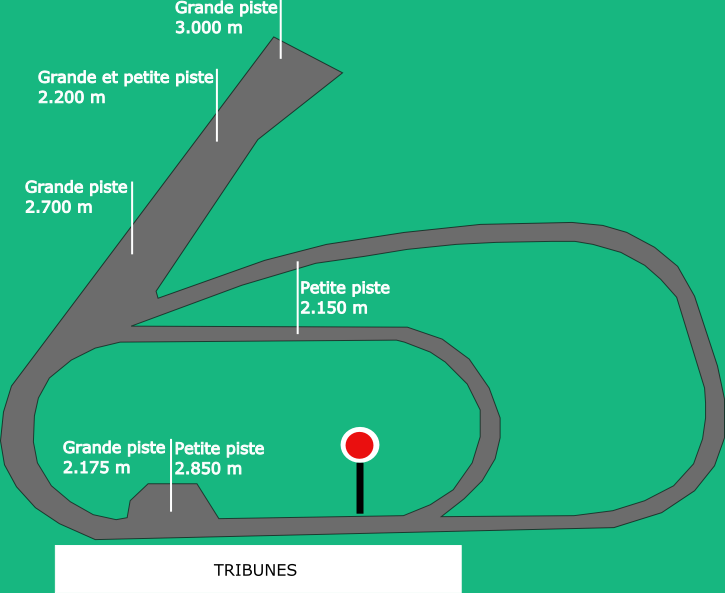
Plánek závodiště Vincennes

Prix d'Amérique (česky Cena Ameriky) je rovinový dostih klusáků kategorie G1, který se pořádá od roku 1920 na francouzském dostihovém závodišti Vincennes v Paříži. Dostih se koná poslední neděli v lednu. Je určen pro koně ve věku 4–10 let. V roce 2011 byl dotován výhrou milión euro, z čehož polovina byla určena pro vítěze.
Prix d'Amérique se od roku 1994 běží na 2700 metrů. První ročník 1920 se běžel na 2500 metrů, v roce 1930 se přešlo na 2625 metrů s variacemi plus nebo minus 50 metrů. V roce 1945 se zkušebně běželo na 2850 m, v letech 1946–1947 na 2800 m a od roku 1948 do 1984 na 2600 metrů. V letech 1985–1993 to bylo 2650 metrů.

## Seznam vítězů
- 2024 Idao de Tillard (Clément Duvaldestin)
- 2022 Davidson du Pont (Nicolas Bazire)
- 2012 Ready Cash (Franck Nivard)
- 2011 Ready Cash (Franck Nivard)
- 2010 Oyonnax (Sebastien Ernault)
- 2009 Meaulnes du Corta (Franck Nivard)
- 2008 Offshore Dream (Pierre Levesque)
- 2007 Offshore Dream (Pierre Levesque)
- 2006 Gigant Neo (Dominik Locqueneux)
- 2005 Jag de Bellouet (Christophe Gallier)
- 2004 Kesaco Phedo (Jean-Michel Bazire)
- 2003 Abano As (Jos Verbeeck)
- 2002 Varenne (Giampaolo Minnucci)
- 2001 Varenne (Giampaolo Minnucci)
- 2000 Général du Pommeau (Jules Lepennetier)
- 1999 Moni Maker (Jean-Michel Bazire)
- 1998 Dryade des Bois (Jos Verbeeck)
- 1997 Abo Volo (Jos Verbeeck)
- 1996 Cocktail Jet  (Jean-Etienne Dubois)
- 1995 Ina Scot (Helen Johansson)
- 1994 Sea Cove (Jos Verbeeck)
- 1993 Queen L. (Stig H. Johansson)
- 1992 Verdict Gédé (Jean-Claude Hallais)
- 1991 Ténor de Baune (Jean-Baptiste Bossuet)

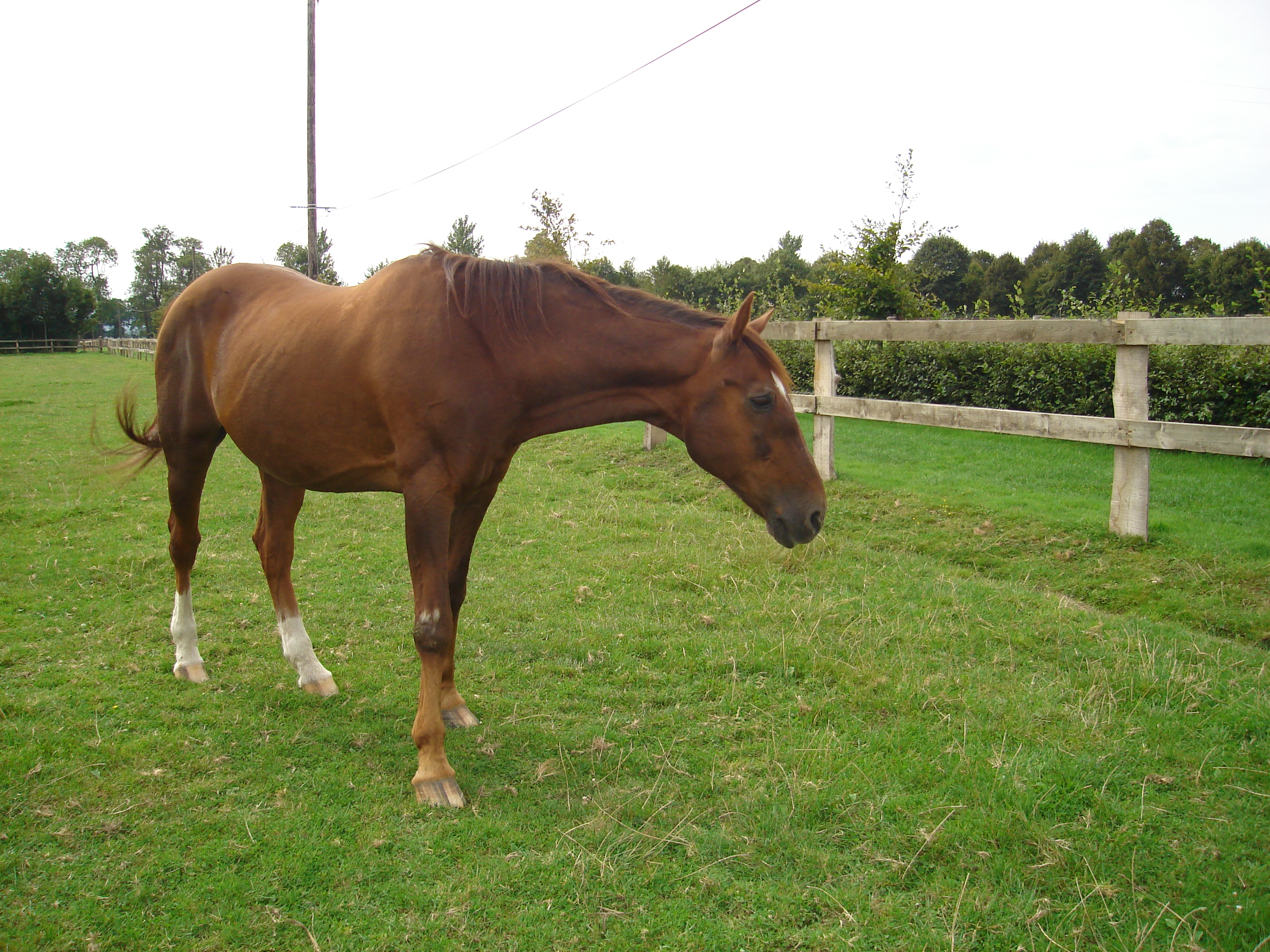
Kůň Ourasi, vítěz v letech 1986, 1987, 1988 a 1990

- 1990 Ourasi (Michel-Marcel Gougeon)
- 1989 Queila Gédé (Roger Baudron)
- 1988 Ourasi (Jean-René Gougeon)
- 1987 Ourasi (Jean-René Gougeon)
- 1986 Ourasi (Jean-René Gougeon)
- 1985 Lutin d'Isigny (Jean-Paul André)
- 1984 Lurabo (Michel-Marcel Gougeon)
- 1983 Idéal du Gazeau (Eugène Lefèvre)
- 1982 Hymour (Jean-Pierre Dubois)
- 1981 Idéal du Gazeau (Eugène Lefèvre)
- 1980 Eléazar (Léopold Verroken)
- 1979 High Echelon (Jean-Pierre Dubois)
- 1978 Grandpré (Pierre-Désiré Allaire)
- 1977 Bellino II (Jean-René Gougeon)
- 1976 Bellino II (Jean-René Gougeon)
- 1975 Bellino II (Jean-René Gougeon)
- 1974 Delmonica Hanover (F. Frömming)
- 1973 Dart Hanover (Berndt Lindtstedt)
- 1972 Tidalium Pélo (Jean Mary)
- 1971 Tidalium Pélo (Jean Mary)
- 1970 Toscan (Michel-Marcel Gougeon)
- 1969 Upsalin (Louis Sauvé)
- 1968 Roquépine (Jean-René Gougeon)
- 1967 Roquépine (Henri Lévesque)
- 1966 Roquépine (Jean-René Gougeon)
- 1965 Ozo (Jan Frömming)
- 1964 Nike Hanover (Jan Frömming)
- 1963 Ozo (Roger Massue)
- 1962 Newstar (Walter Baroncini)
- 1961 Masina (François Brohier)
- 1960 Hairos II (Willem Geersen)
- 1959 Jamin (Jean Riaud)
- 1958 Jamin (Jean Riaud)
- 1957 Gélinotte (Roger Céran-Maillard)
- 1956 Gélinotte (Roger Céran-Maillard)
- 1955 Fortunato II (Roger Céran-Maillard)
- 1954 Feu Follet X (M. Riaud)
- 1953 Permit (Walter Heitmann)
- 1952 Cancannière (Jonel Chryriacos)
- 1951 Mighty Ned (Alexandre Finn)
- 1950 Scotch Fez (Sören Nordin)
- 1949 Venutar (F. Réaud)
- 1948 Mighty Ned (V. Antonellini)
- 1947 Mistero (Romolo Ossani)
- 1946 Ovidius Naso (Roger Céran-Maillard)
- 1945 Ovidius Naso (Roger Céran-Maillard)
- 1944 Profane (A. Sourroubille)
- 1943 Nebuleuse V (R. Simonard)
- 1942 Neulisse (C. Domergue)
- 1941 Závoz zrušen
- 1940 Závod zrušen
- 1939 De Sota (Alexandre Finn)
- 1938 De Sota (Alexandre Finn)
- 1937 Muscletone (Alexandre Finn)
- 1936 Javari (M. Perlbag)
- 1935 Muscletone (Alexandre Finn)
- 1934 Walter Dear (Ch. Mills)
- 1933 Amazone B (Th. Vanlandeghem)
- 1932 Hazleton (Otto Dieffenbacher)
- 1931 Hazleton (Otto Dieffenbacher)
- 1930 Amazone B (Th. Vanlandeghem)
- 1929 Templier (A. Butti)
- 1928 Uranie (V. Capovilla)
- 1927 Uranie (V. Capovilla)
- 1926 Uranie (V. Capovilla)
- 1925 Re Mac Gregor (C. Dessauze)
- 1924 Passeport (Alexandre Finn)
- 1923 Passeport (P. Viel)
- 1922 Reynolds V (M. Gougeon)
- 1921 Pro Patria (Th. Monsieur)
- 1920 Pro Patria (Th. Monsieur)